# Czyn
Czyn – zachowanie się podmiotu prawa, które rodzi skutki prawne, nawet wówczas, gdy do wywołania tych skutków podmiot swym zachowaniem nie zmierzał.
Czyn można popełnić przez świadome działanie (sterowane wolą zachowanie przejawiające się w formie kompleksu ruchów) lub zaniechanie („bezczynność kierunkowa” - powstrzymanie się od działania). Nie należą do czynów w rozumieniu prawniczym zachowania człowieka w stanie wyłączającym świadomość, np. podczas snu. 
Czyny dzielone są na zgodne z prawem i niezgodne z prawem.

## Teorie czynu

### Naturalistyczno-kauzalna
Czyn jest zjawiskiem ontologicznym, to aktywność woli człowieka, pojęcie ogólne wobec przestępstw umyślnych i nieumyślnych. W ten sposób przesuwano problem psychicznego odniesienia do czynu w sferę winy. Zwolennicy: Liszt, Ernst Beling. Krytyka: wadą tej koncepcji jest to, że traktuje wolę jako czynnik sprawczy, którym nie jest (np. zaniechanie może mieć miejsce bez udziału woli).

### Finalistyczna
Czyn jest zjawiskiem ontologicznym. Zamiar jest włączony do typu czynu zabronionego. Finalizm treści woli włącza do pojęcia czynu. Celowość (finalizm czynu) wynika z faktu, że człowiek może przewidywać skutki swego działania i dzięki temu sterować przebiegiem zdarzeń, aby osiągnąć określony cel. Wola determinuje kauzalny przebieg wydarzeń. Zaniechanie nie jest czynem. Zwolennicy: Welzel, Hirsch, Władysław Mącior. Krytyka: nie uwzględnia faktu istnienia zachowań, który wynik nie pokrywa się z zamierzony celem (zamiar ewentualny, przestępstwa nieumyślne).

### Socjologiczna
Czyn to aktywność lub pasywność człowieka, która jest doniosła społecznie, związana z grupą społeczną. Jest to wartościujące ujęcie czynu. Świadomość odgrywa decydującą rolę; pełni funkcję informacyjną. Według tej koncepcji czynem jest tylko zachowanie psychicznie sterowane, którego warunkiem jest odpowiedni stopień aktywacji siatki nerwowej umożliwiającej procesy sterowania, tj. odbiór informacji, identyfikację, przetworzenie i decyzję. Czyn to zarówno działanie, jak i zaniechanie. Zwolennik: Kazimierz Buchała.

### Normatywna
Czyn ma charakter normatywny. Jest ujęty w sposób funkcjonalny. Stanowi wyraz osobowości człowieka. Czynem jest wszystko to, co można przypisać człowiekowi jako psychicznemu bytowi, co podlega jego kontroli. Nie są czynami ruchy i uzewnętrznienia, które nie są przez wolę i świadomość opanowane lub możliwe do opanowywania (np. atak padaczki). Myśli - mimo że można je opanowywać przez wolę i świadomość - nie są czynami, dopóki nie zostaną uzewnętrznione. Czyn to zarówno działanie, jak i zaniechanie. Zwolennik: Claus Roxin.